# Leokadia (województwo mazowieckie)
Leokadia – wieś sołecka w Polsce położona w województwie mazowieckim, w powiecie garwolińskim, w gminie Łaskarzew.
W latach 1975–1998 miejscowość administracyjnie należała do województwa siedleckiego.
Przez wieś przebiega linia kolejowa nr 7 (Warszawa-Dorohusk). Od 1982 r. w Leokadii istnieje przystanek kolejowy. Pociągi osobowe zaczęły zatrzymywać się na przystanku od 1983 r.
Pod koniec października 2021 r. przez wieś poprowadzono łącznikowy czarny pieszy szlak turystyczny, mający początek w Starej Krępie przy Rezerwacie przyrody Kopiec Kościuszki, a kończący się na peronach PKP Leokadia. Szlak ma oznaczenie MZ-5171-s, ma 5,7 km długości i jest szlakiem łącznikowym - łączy szlak czerwony i żółty biegnące przy Rezerwacie przyrody Kopiec Kościuszki z regularnym środkiem transportu jakim jest kolej. Szlak powstał z inicjatywy PTTK Warszawa.